# 金湖高等学校
金湖高等学校（クモこうとうがっこう）は、大韓民国ソウル特別市城東区にある公立高等学校。

## 歴史
- 2017年3月1日 - 開校